# Legg Mason
Legg Mason — американская компания по управлению активами.
Размер активов под управлением — $730 млрд на 30 июня 2017 года.

## История
Компания Legg Mason & Company образовалась в 1970 году в результате объединения основанной в 1899 году компании Mackubin & Company (впоследствии Legg & Company) и Mason & Company, основанной Реймондом Мэйсоном в 1962 году. Компания стала публичной в 1983 году (её акции начали котироваться на Нью-Йоркской фондовой бирже). В 1986 году была куплена инвестиционная компания Western Asset Management Company (основана в 1971 году в Калифорнии). В 2001 году была поглощена группа взаимных фондов The Royce Funds, а в 2005 году — инвестиционная компания Permal Group.

## Деятельность
Legg Mason, Inc. является холдинговой компанией, которая, вместе с дочерними компаниями, предоставляет услуги по управлению активами. Услуги предоставляются частным лицам, финансовым институтам, корпорациям и муниципальным органам. Управление активами заключается в инвестировании средств клиентов в ценные бумаги (как акции, так и облигации) через взаимные и торгуемые на бирже фонды компании, управляемыми дочерней компанией Western Asset Management Company, активы которой составляют $459,8 млрд.
Компания также оказывает доверительное управление институциональным клиентам через дочернюю компанию ClearBridge Investments, LLC с активами $130 млрд.
Legg Mason управляет недвижимостью по всему миру через дочернюю компанию Brandywine Global. Инфраструктурными проектами занимается дочерняя компания RARE Infrastructure Limited.
Деятельность компании сосредоточена в основном в США и Великобритании, также есть представительства в Австралии, Багамских островах, Бразилии, Канаде, Китае, Чили, Дубай, Франции, Германии, Италии, Японии, Люксембурге, Польше, Сингапуре, Испании, Швейцарии и Тайване.

## Руководство
- Джозеф Салливан (Joseph A. Sullivan) — председатель правления с 2014 года, президент и главный исполнительный директор (CEO) с 2013 года.

## Акционеры
Крупнейшие владельцы акций Legg Mason на 31 марта 2017 года.
| Название акционера                      | Количество акций | Процент |
| --------------------------------------- | ---------------- | ------- |
| BlackRock Financial Management, Inc.    | 7,932,618        | 8.15    |
| The Vanguard Group, Inc.                | 7,225,011        | 7.42    |
| FMR Co., Inc.                           | 5,388,027        | 5.53    |
| First Pacific Advisors, Inc.            | 4,022,150        | 4.13    |
| Invesco Advisers, Inc.                  | 3,705,187        | 3.80    |
| Dimensional Fund Advisors, Inc.         | 3,281,797        | 3.37    |
| Gamco Investors, Inc.                   | 3,261,659        | 3.35    |
| Clarkston Capital Partners LLC          | 3,017,526        | 3.10    |
| State Street Global Advisors, Inc.      | 2,553,432        | 2.62    |
| Gabelli Funds LLC                       | 1,658,100        | 1.84    |
| Goldman Sachs Asset Management, L.P.    | 1,439,895        | 1.59    |
| LSV Asset Management                    | 1,329,826        | 1.47    |
| State of New Jersey Common Pension Fund | 1,280,000        | 1.42    |
| Mellon Capital Management Corporation   | 1,117,303        | 1.24    |
| State Street Global Markets, LLC        | 969,226          | 1.01    |
| WEDGE Capital Management LLP            | 958,270          | 1.00    |
| Citadel Advisors LLC                    | 951,287          | 0.99    |
| Macquarie Group Limited                 | 930,317          | 0.95    |
| Capital World Investors                 | 915,285          | 0.96    |
| Pax World Management LLC                | 911,226          | 0.95    |
| Norges Bank Investment Management       | 848,959          | 0.87    |
| Northern Trust Investments, N.A.        | 809,704          | 0.84    |
| Raymond James & Associates, Inc.        | 727,581          | 0.74    |
| Geode Capital Management, LLC           | 720,658          | 0.73    |
| T. Rowe Price Associates, Inc.          | 719,413          | 0.73    |
| SIT Investment Associates Inc.          | 698,325          | 0.71    |
| Wellington Management Company, LLP      | 651,832          | 0.68    |
| Pzena Investment Management, LLC        | 639,775          | 0.67    |

## Дочерние компании
- Western Asset Management
- ClearBridge Investments, LLC
- ClearBridge Advisors, LLC
- RARE Infrastructure Limited
- Brandywine Global
- The Royce Funds
- Permal Group